# Etizolam
Etizolam ist ein Benzodiazepin-Analogon aus der Gruppe der Thienodiazepine und besitzt wie alle seine Analoga amnestische, anxiolytische, antikonvulsive, hypnotische, sedative und muskelrelaxierende Potenziale. Durch seine besondere hypnotische Wirkstärke wird es vorrangig bei Schlafstörungen eingesetzt, kann aber auch als angstlösender Arzneistoff Verwendung finden.
Etizolam ist ein sehr potentes Thienodiazepin, 1 mg Etizolam entsprechen in etwa 10 mg Diazepam. Es hat einen bis zu sechs- bis zehnmal stärkeren anxiolytischen Effekt als Diazepam. Es flutet schnell im Gehirn an und erreicht Spitzenkonzentrationen innerhalb von 30 Minuten und zwei Stunden. Dabei hat es eine  Plasmahalbwertszeit von 3,5 Stunden, während sein aktiver Metabolit alpha-Hydroxyetizolam eine Halbwertszeit von über 8 Stunden hat. Die Halbwertszeit ist dabei ein wichtiger Indikator bezüglich Einnahmeintervall und Wirkdauer.
Etizolam kann den Prolaktin-Spiegel im Blut erhöhen. Eine Kombination mit Alkohol und anderen ZNS-wirksamen Substanzen kann unkalkulierbare Nebenwirkungen haben. Etizolam weist wie alle Hypnotika aus der Benzodiazepin-Klasse ein hohes Abhängigkeits- und Missbrauchspotenzial auf. Mit der 27. Betäubungsmittel-Änderungsverordnung wurde Etizolam in Deutschland dem Betäubungsmittelgesetz als verschreibungsfähiges Betäubungsmittel unterstellt.

## Verbreitung
Etizolam wird als Forschungschemikalie für den nicht-menschlichen Gebrauch vertrieben. In Italien wird Etizolam, namentlich als Pasaden (produziert von Bayer), in der Medizin angewendet. Eine größere Verbreitung findet man in Japan und Indien. In Indien findet man Etizolam unter anderem unter den Handelsnamen Etilaam, Etizola und Etizest. In Japan sind Arophalm, Capsafe, Dezolam und Eticalm bekannte Handelsnamen.
Auf dem Schwarzmarkt spricht man von Etiz, Eitizzy und Etizest. Durch die einfache Verfügbarkeit als Forschungschemikalie wird Etizolam auch als Alternative zu Alprazolam in der illegalen Herstellung von "Xanax Bars" verwendet.